# Ángel Romo
Ángel Romo Raventós (Murcia, 17 febbraio 1896 – Bilbao, 5 ottobre 1971) è stato un allenatore di calcio spagnolo.

## Carriera
Non si hanno altri dati riguardo Ángel Romo se non che allenò l'Athletic Madrid in Primera División per volere del presidente Luciano Urquijo. Terminò la stagione al decimo posto, che valse la retrocessione in Segunda División. In Coppa del Generalissimo la squadra perse all'esordio col Castellón subendo un umiliante 7-1.